# Lepidostoma mexicanum
Lepidostoma mexicanum är en nattsländeart som först beskrevs av Banks 1901.  Lepidostoma mexicanum ingår i släktet Lepidostoma och familjen kantrörsnattsländor. Inga underarter finns listade i Catalogue of Life.